# Güllesheim

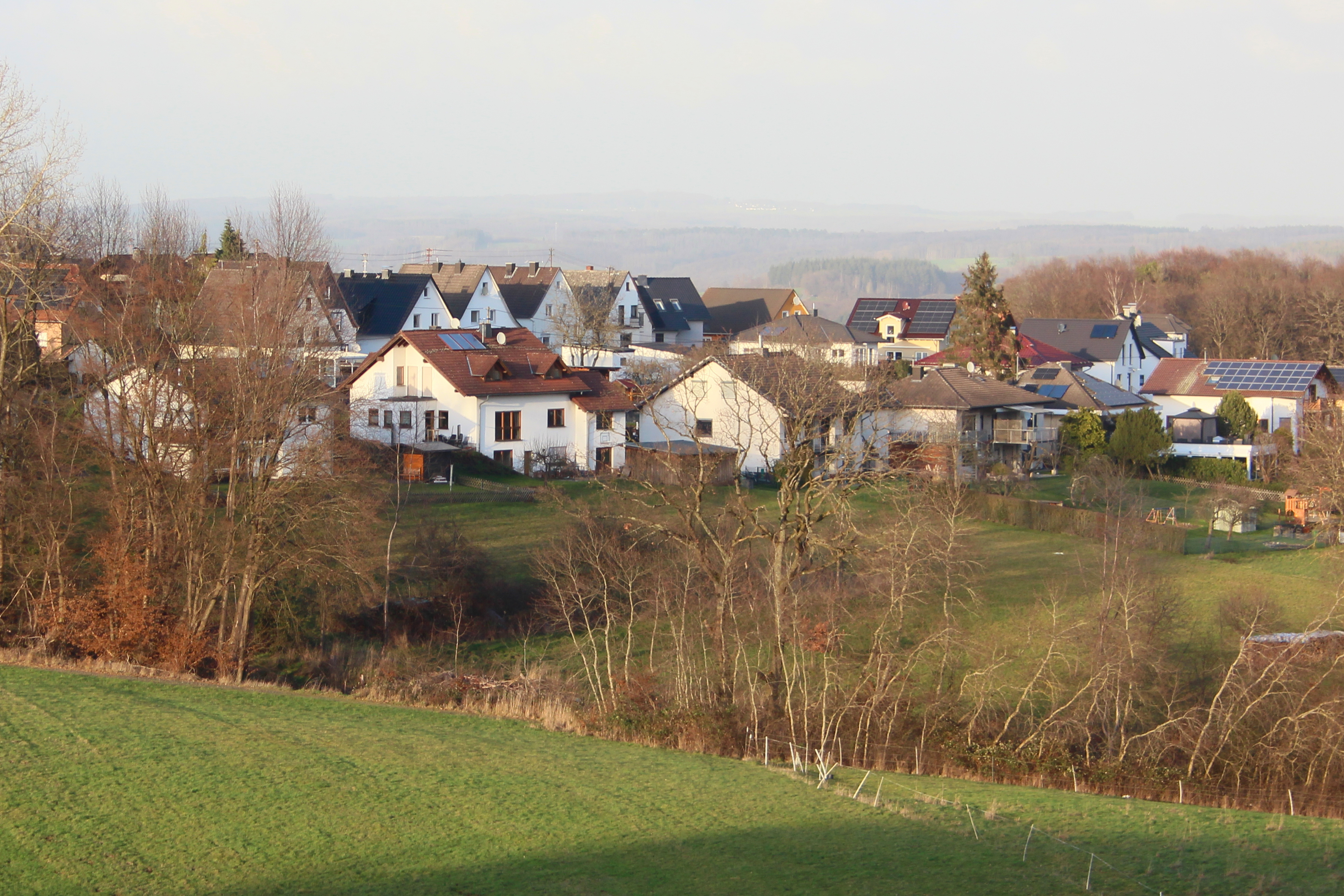
Ansicht von Güllesheim

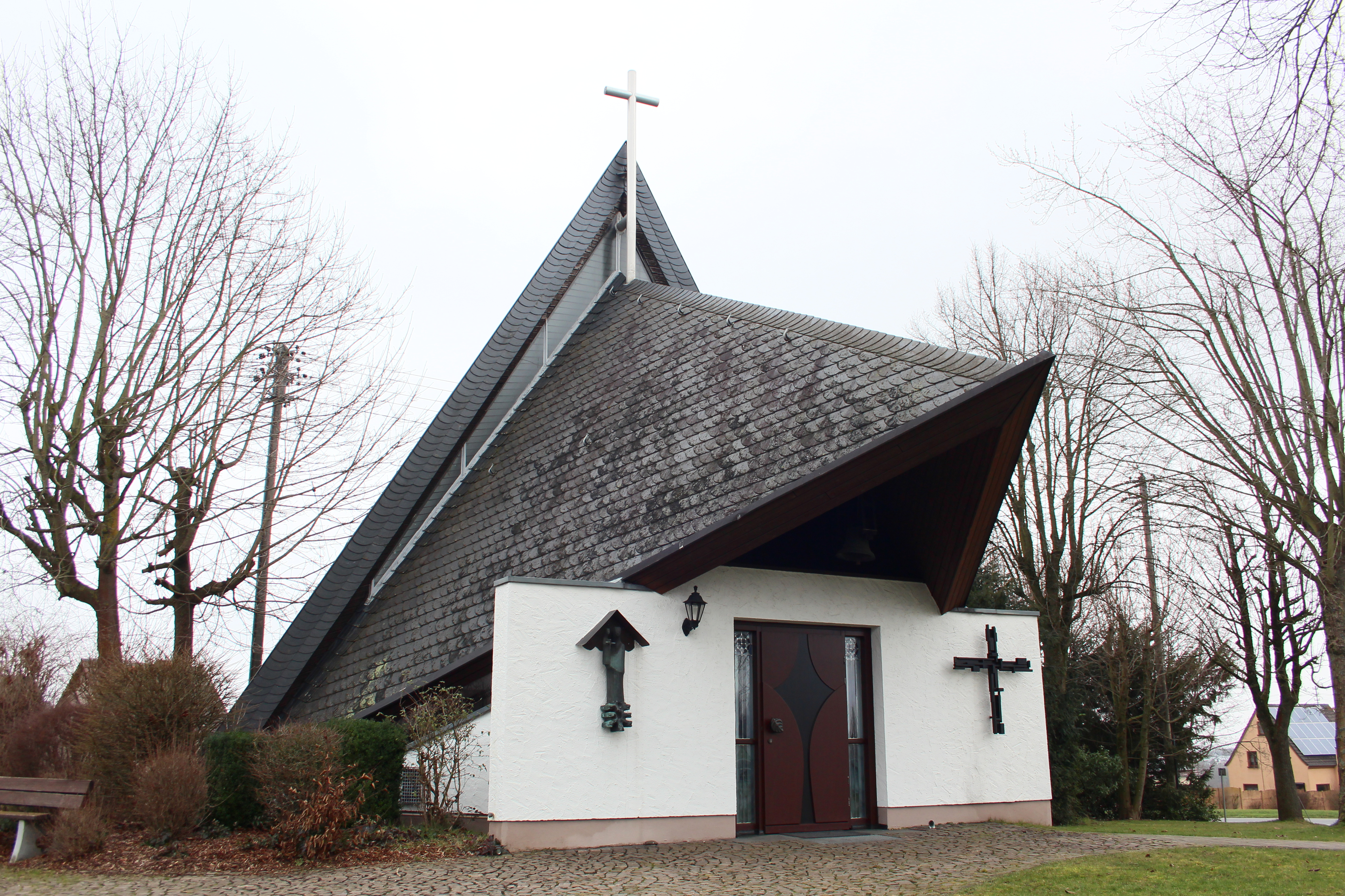
Der Marienkapelle in Güllesheim

Güllesheim ist eine Ortsgemeinde im Landkreis Altenkirchen (Westerwald) in Rheinland-Pfalz. Sie gehört der Verbandsgemeinde Altenkirchen-Flammersfeld an.

## Geographie
Güllesheim liegt im Naturpark Rhein-Westerwald etwa zwölf Kilometer südwestlich von Altenkirchen (Westerwald). Nachbargemeinden sind Bürdenbach, Döttesfeld, Pleckhausen und Horhausen (Westerwald).

## Geschichte
Der Ort wurde 1250 in den Heberollen des Stifts Herford erstmals erwähnt.
Güllesheim gehörte bis Anfang des 19. Jahrhunderts zum Kurfürstentum Trier und war Teil des Kirchspiels Horhausen. Die rechtsrheinischen Teile des Kurfürstentums Trier wurden 1803 auf der Grundlage des Reichsdeputationshauptschlusses dem Fürstentum Nassau-Weilburg zugeteilt und gehörten nach der Gründung des Rheinbundes von 1806 an zum Herzogtum Nassau. Aufgrund der auf dem Wiener Kongress (1815) getroffenen Vereinbarungen wurde die Region an das Königreich Preußen abgetreten.
Unter der preußischen Verwaltung wurde Güllesheim der Bürgermeisterei Flammersfeld im neu errichten Kreis Altenkirchen zugeordnet, der von 1822 an zur Rheinprovinz gehörte.
Bevölkerungsentwicklung
Die Entwicklung der Einwohnerzahl von Güllesheim, die Werte von 1871 bis 1987 beruhen auf Volkszählungen:
| Jahr | Einwohner |
| 1815 | 94        |
| 1835 | 142       |
| 1871 | 210       |
| 1905 | 313       |
| 1939 | 440       |
| 1950 | 467       |

| Jahr | Einwohner |
| 1961 | 583       |
| 1970 | 642       |
| 1987 | 721       |
| 2005 | 674       |
| 2022 | 756       |

## Politik

### Gemeinderat
Der Gemeinderat in Güllesheim besteht aus zwölf Ratsmitgliedern, die bei der Kommunalwahl am 9. Juni 2024 gewählt wurden, und dem ehrenamtlichen Ortsbürgermeister als Vorsitzendem.

### Bürgermeister
Peter Humberg wurde am 9. Juli 2019 Ortsbürgermeister von Güllesheim. Bei der Direktwahl am 26. Mai 2019 war er für fünf Jahre gewählt worden. Vorgänger von Peter Humberg waren Markus Schmidt (Bürgermeister 2014–2019) und Kornelius Seliger. Bei der Direktwahl am 9. Juni 2024 setzte sich Humberg mit 67,6 % gegen einen Mitbewerber durch.

### Gemeindepartnerschaft
- Lawton / Oklahoma

## Kultur und Sehenswürdigkeiten

### Denkmäler
- Liste der Kulturdenkmäler in Güllesheim
- Liste der Naturdenkmale in Güllesheim

### Sport
- Güllesheim hat einen Fußballverein, den SV Güllesheim. Die erste Mannschaft spielt in der Saison 2010/2011 in der Kreisliga B.
- In Güllesheim wurde 2005 zum zweiten Mal in Folge die Rheinland-Pfälzisch/Saarländische Landesmeisterschaft im Cheerleading ausgetragen. Veranstalter war der CVJM Altenkirchen (Heavenly Force Cheerleader).

### Veranstaltungen
- An der Raiffeisenhalle in Güllesheim findet seit 2008 jährlich das „Country & Linedance Festival“ statt.[8] Die Geronimo Linedancers spenden den Reinerlös jedes Jahr für Jugendarbeit in der Verbandsgemeinde. Bisher sind über 45.000 € an Spenden geflossen.

## Wirtschaft und Infrastruktur

### Verkehr
- Güllesheim ist über die Bundesstraße 256 zu erreichen. Die A 3 ist ca. 5 km entfernt.

### Öffentliche Einrichtungen
- Güllesheim hat einen DRK-Ortsverein und eine Schnelle-Einsatz-Gruppe (SEG).
- Außerdem wurde im Jahr 2000 eine öffentlich zugängliche Halfpipe gebaut.
- Öffentlich zugänglich ist auch ein Spielplatz in der Lindenstraße und dem Spielplatz neben dem Bolzplatz.
- Die Raiffeisenhalle und der 2012 neu gebaute Sportplatz bieten Platz für sportliche Aktivitäten.[9]